# Coprosma hirtella
Coprosma hirtella là một loài thực vật có hoa trong họ Thiến thảo. Loài này được Labill. mô tả khoa học đầu tiên năm 1805.